# Reinhard Dassler
Reinhard Dassler (ursprünglich Reinhard Daßler, so auch die Signatur; * 8. Juni 1933 in Elbing, Ostpreußen; † 16. Mai 2023 in Karlsruhe) war ein seit 1950 in Karlsruhe ansässiger deutscher Maler und Graphiker, der dem Realismus zuzurechnen ist.

## Leben und Wirken

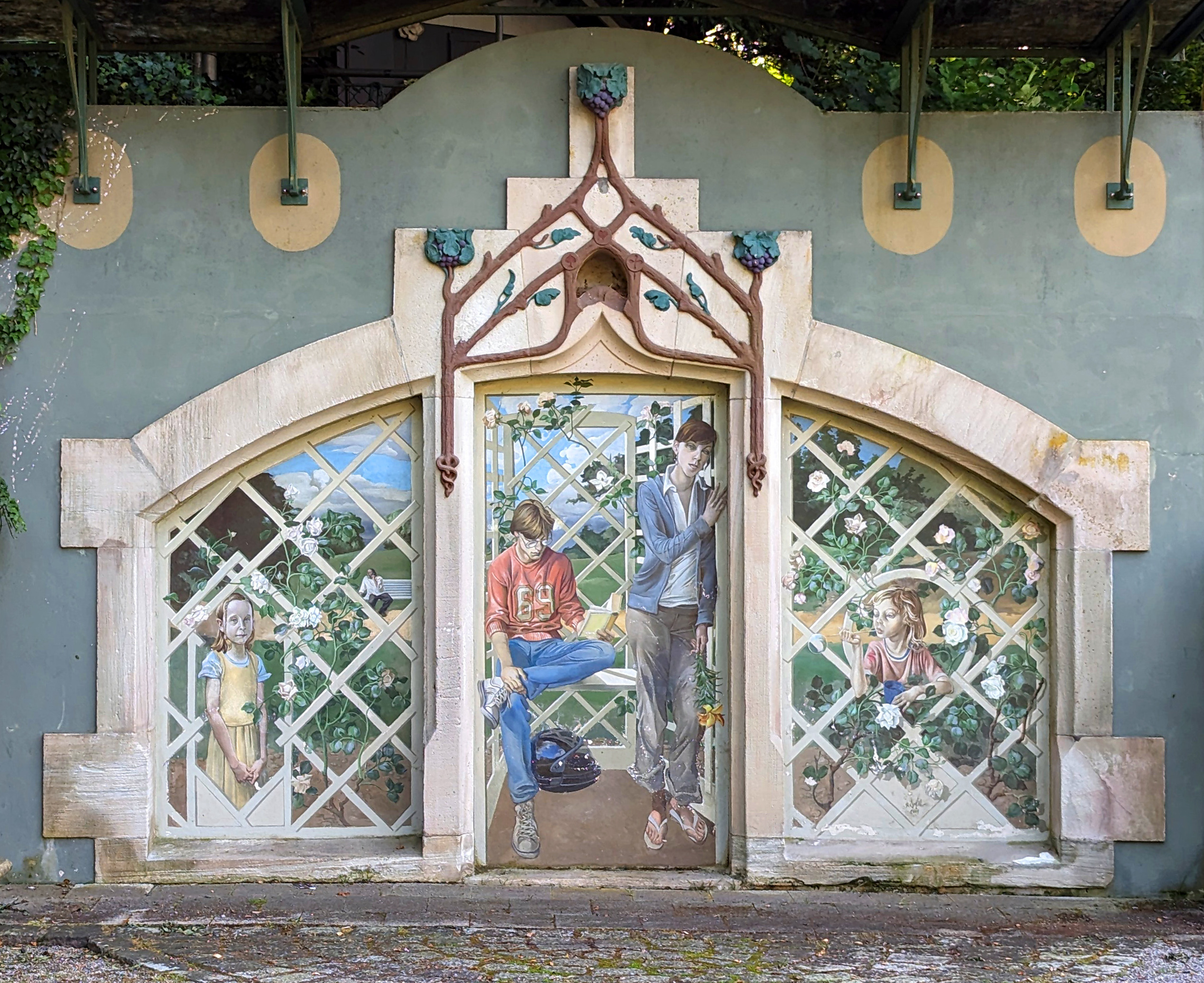
Von Dassler bemalte Fensterflächen eines erhaltenen Mauerfragments in Gernsbach

Seine künstlerische Ausbildung begann er nach seiner 1945 erfolgten Flucht aus Ostpreußen an der Malschule in Zwickau. 1950 zog es ihn weiter nach Karlsruhe, wo er von 1955 bis 1963 die Akademie der Bildenden Künste Karlsruhe besuchte und bei Wilhelm Schnarrenberger, HAP Grieshaber und Emil Wachter studierte.
Bekannt wurde er in den 1960er Jahren durch seine Verbindung sozialkritischer Darstellungen mit einem den alten Meistern entlehnten Bildaufbau und den klaren Formen in der Tradition des Realismus. In seinen zahlreichen Altarbildern und Triptychen übersetzt er Schlüsselszenen der christlichen Bilderwelt in die Neuzeit und visualisiert damit Probleme der Gegenwart. Nach Einschätzung der Kunsthistorikerin und Kuratorin  Chris Gerbing ist er „der Altmeister des Figuren-Stillleben-Interieurs“. Es gehe ihm darum, „Sehnsucht, Schönheit auch in den einfachen Dingen des Alltags zu finden. Die Überfüllung der Welt in der Konsum-Wegwerfgesellschaft, die Möglichkeit von Individualität in der Masse, das Scheitern moderner Gestaltungsutopien und eine dicht und tief gestaffelte Hintergründigkeit bilden den Resonanzraum für (seine) brillant gemalten Bilder.“
Anfang der 70er Jahre gründete er zusammen mit Helmut Goettl, Tutilo Karcher, Herbert Kämper, Waltraud Kniss und Klaus Langkafel die Gruppe Realisten Karlsruhe. Er zählt außerdem zusammen mit Ulrich J. Sekinger und wiederum Göttl und Langkafel zu den Mitgliedern der Gruppe Die Unzeitgemäßen, deren Manifest von 1984 eine Absage an die „Perfektion des Schneller, Besser, Schöner“ der technisierten Moderne und ein Bekenntnis zum Menschen, „seinem Bildnis und seinem Tun“, zur  „Natur als Landschaft“ und den zu den „Wundern und Wunden des Wirklichen“ ist. Kontakte bestanden auch zu der 1991 aus der Gruppe Die Unzeitgemäßen hervorgegangenen internationalen Künstlervereinigung PAIR, an deren Ausstellung in der Orgelfabrik Karlsruhe Dassler 2013 beteiligt war.

## Ausstellungen
- 1962 Kunstverein Karlsruhe
- 1963 Kunstverein Wiesbaden
- 1964 Schloss Meersburg
- 1965 Ravensburg
- 1965–1970 Haus der Kunst München
- 1978 Ehingen
- 1981 Bergwaldsiedlung (Karlsruhe)
- 1982 Kreismuseum Schloss Bonndorf
- 1982 Künstlerhaus Karlsruhe
- 1983 Ulm
- 1988 Ausstellungsgruppe Die Unzeitgemäßen
- Galerie Rose Hamburg
- Museum Heidelberg
- 1994 Retrospektive Rathaus Gernsbach
- 1994 – 1995 Schloss Ettlingen
- 2001 Wiesloch
- 2003 Retrospektive zum 70. in Karlsruhe
- 2013 PAIR in der Orgelfabrik Karlsruhe
- 2019 Retrospektive im Xylon-Museum Schwetzingen

## Arbeiten in Kirchen
- Hofweier (Offenburg): 3 Altäre
- Rust (Lahr): Deckenbilder
- Gernsbach-Staufenberg: gesamte Ausmalung der Einsegnungskapelle[1]
- Baiertal (Wiesloch): Deckenbild
- 1993/94 Wiesbaden, Kirche zur hl. Familie: Schöpfungszyklus[12][13][14]
- Ortenberg (Offenburg 1999): Altar
- Evangelische Kirche Niedermodern[15]

## Schriften
- Reinhard Daßler: Die vier Bilder des Chorbogens in Form von Medaillons in der Pfarrkirche St. Bartholomäus zu Ortenberg. o. O., o. J. (ca. 1980).
- Reinhard Daßler: Ölbilder. Ausstellung vom 11. September bis 10. November 1972 (Katalog. Galerie in der Girokasse 12). Galerie in der Girokasse, Stuttgart 1972.